# Státní okresní archiv Příbram
Státní okresní archiv Příbram je oddělením Státního oblastního archivu v Praze a sídlí v Příbrami, ulice E. Beneše 337, Vedoucí archivu je PhDr. Věra Smolová. V letech 1959 - 1991 byl ředitelem archivu Stanislav Polák.
V archivu jsou uchovávány fondy původně samostatných okresů: příbramského, dobříšského a sedlčanského. Dále jsou zde archivy města Krásné Hory nad Vltavou nebo města Březnice. Mezi nejcennější dokumenty patří přivilegium města Krásná Hora, vydané v roce 1351 císařem Karlem IV., nebo Březnická pamětní kniha, která byla v roce 2001 prohlášena za kulturní památku. Mnoho cenných archiválií bylo nenávratně zničeno v průběhu válek, od válek husitských až po druhou světovou válku.
Pro genealogii mají význam například:
- Soubory sčítacích operátů ze Sčítání lidu 1921 v Československu,
- Soubor policejních přihlášek Okresního úřadu Příbram z období Protektorátu Čechy a Morava,
- Kartotéka židovského obyvatelstva okresu Sedlčany (od roku 1940),
- Fondy církevních úřadů a institucí. Ve fondu Farního úřadu ve Starém Rožmitále je uchováván mimo jiné i rukopis Libellus ceremonialis, jehož autorem je Jakub Jan Ryba.
- Fondy cechů, společenstev a spolků. Mezi zajímavosti tohoto fondu patří archiv příbramského cechu rozárníků (výrobců růženců). První rozárník je v Příbrami doložen v roce 1712, samostatný cech vznikl v roce 1774.
- Fondy podniků, například:
  - Hamiro, výroba hraček, od roku 1911
  - s touto firmou souvisí i osobní fond návrhářky hraček Marici Hybínové (1928-1988)
- Fond Horní akademie (založena 1849, později přejmenována na Vysokou školu báňskou v Příbrami. Vlastní archiv této školy je dnes uložen v Zemském archivu v Opavě, v příbramském archivu jsou ale uchovávány další dokumenty, například 16 svazků kronik Spolku posluchačů báňské akademie Carbonia.[3]

## Příklady archiválií

Nadpis
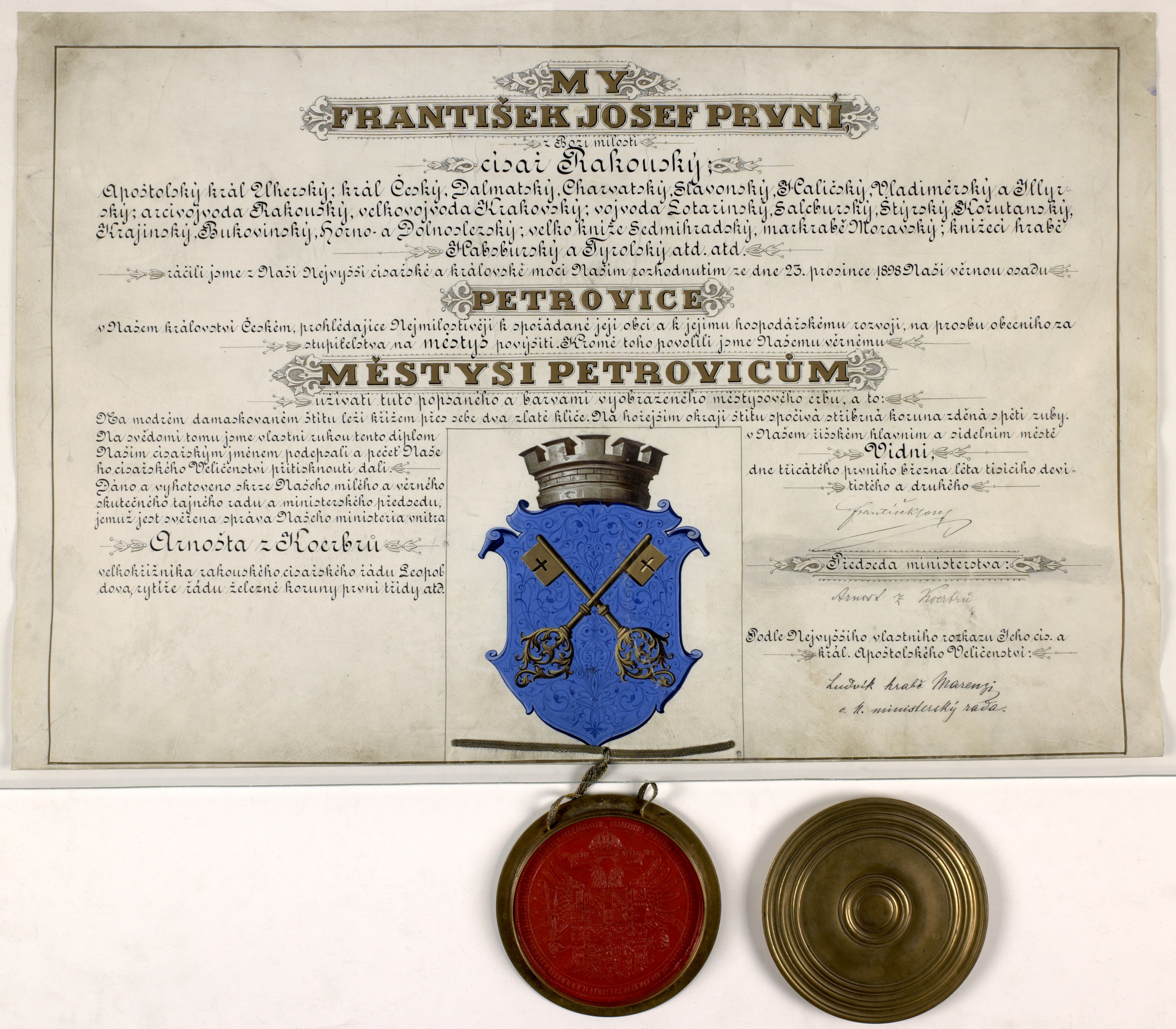
Privilegium Františka Josefa I. z roku 1902 o povýšení obce Petrovice na městys.
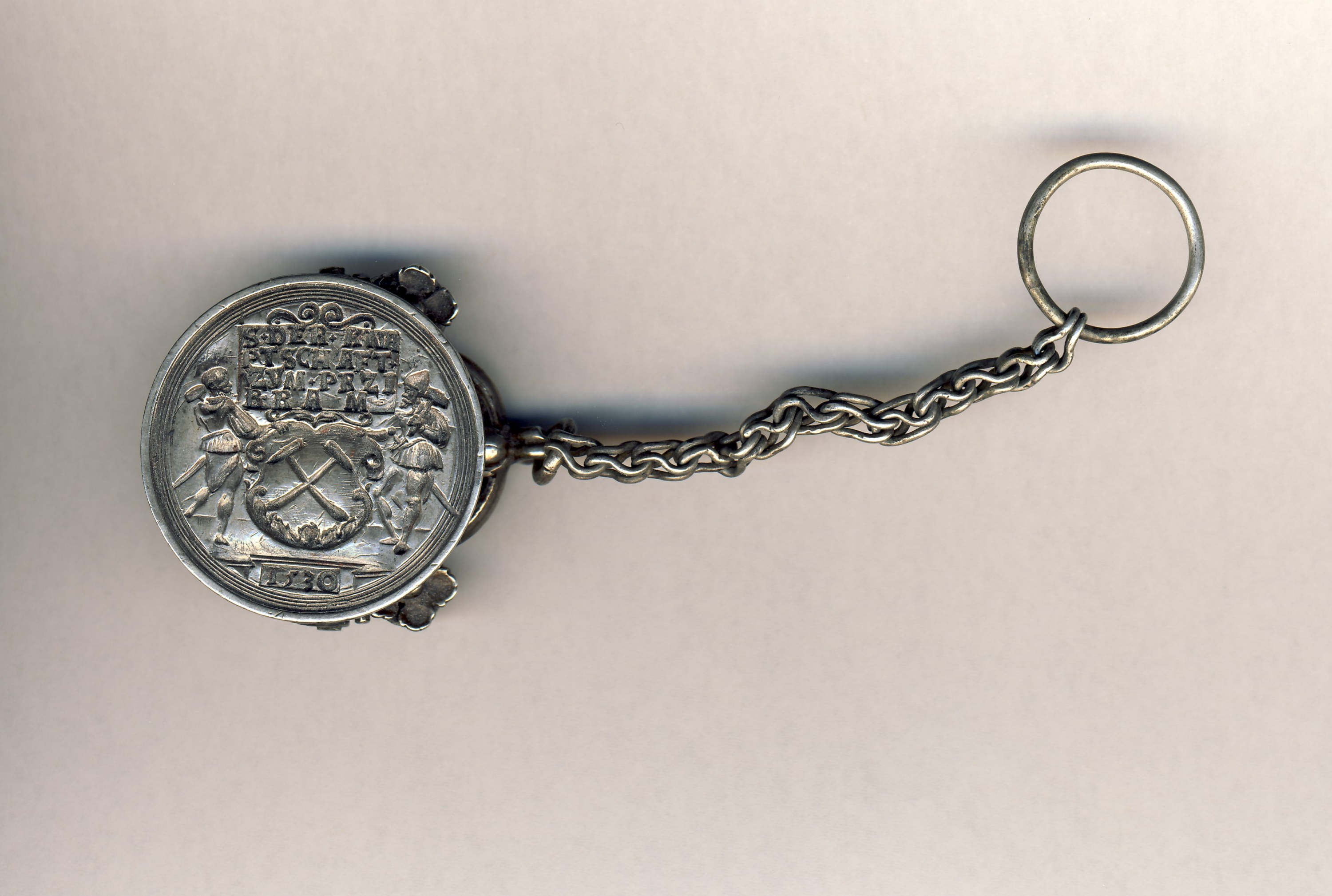
Stříbrné pečetidlo knapšaftu (horního bratrstva) v Březových Horách z roku 1530.
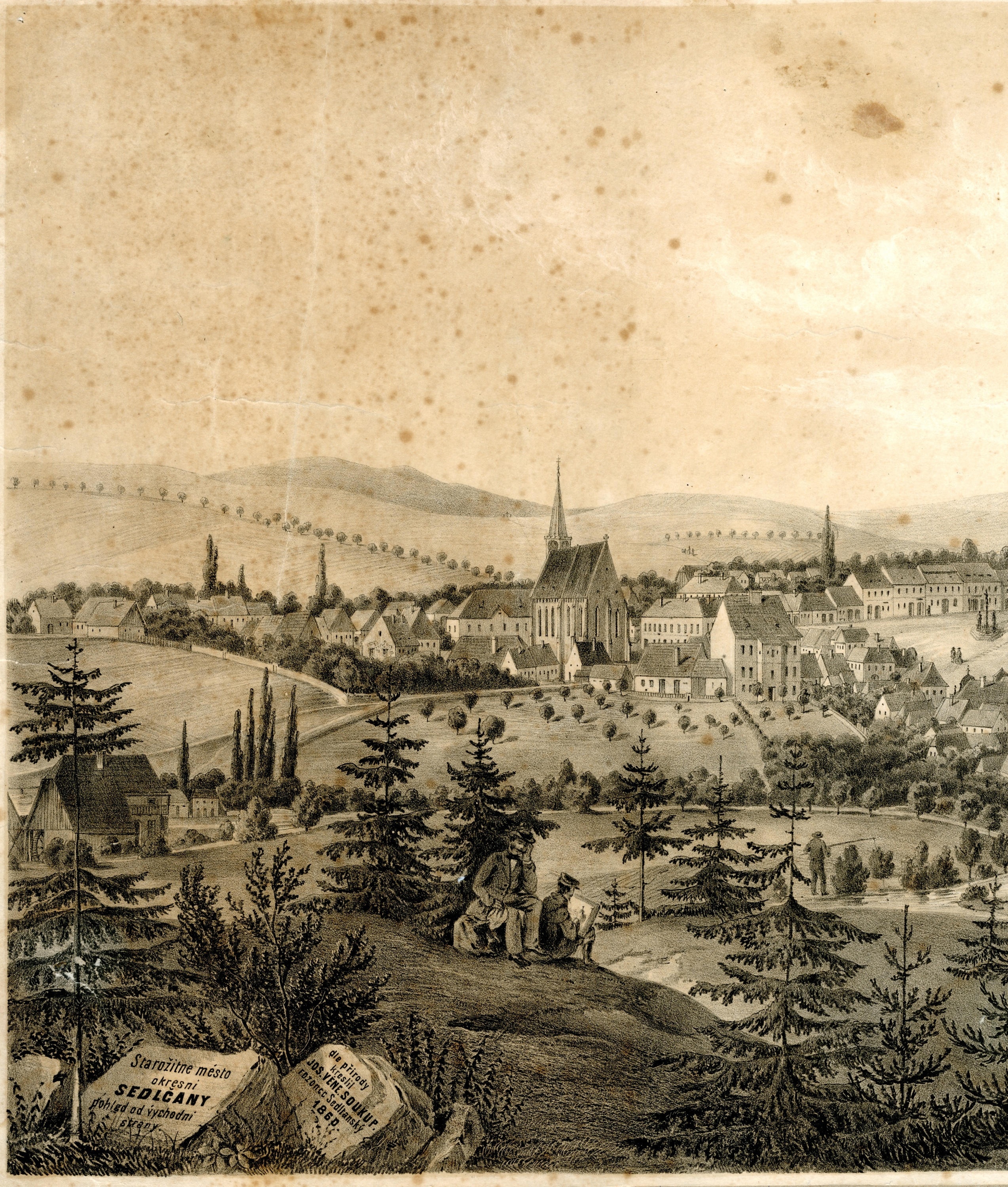
Veduta města Sedlčany, okolo roku 1860.
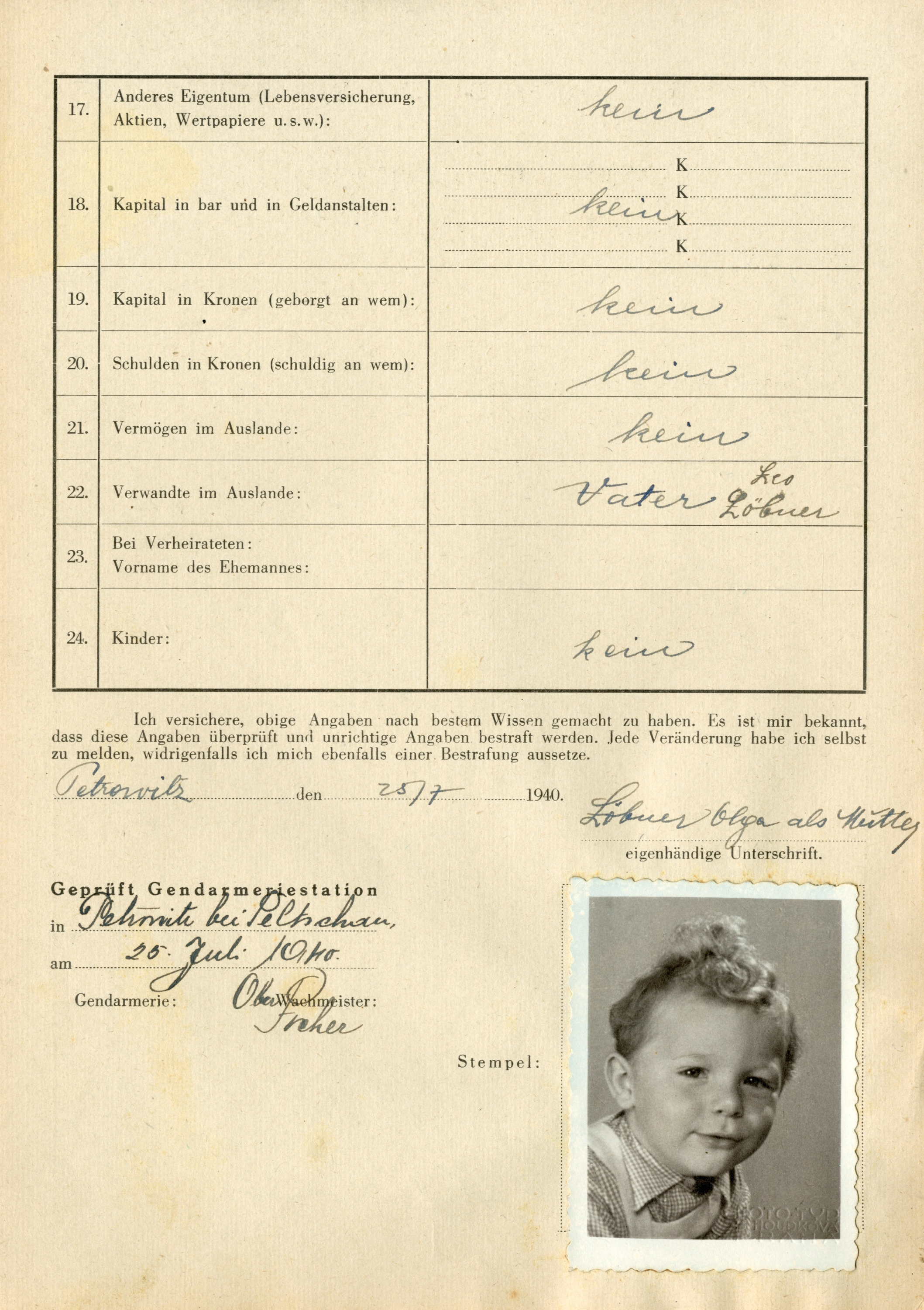
Evidence Židů, kartotéka Okresního úřadu Sedlčany.